# Дзердзеєвський Борис Львович
Дзердзеєвський Борис Львович (нар. 14 (26) вересня 1898, Чернігів — †25 квітня 1971, Москва) — радянський кліматолог, доктор фізико-математичних наук (1942), професор (1950). Двічі лауреат Державної премії СРСР (1946, 1950), заслужений діяч науки і техніки РРФСР (1970). Автор значного внеску у вивчення циркуляції атмосфери, її коливань та змін клімату.

## Біографія
Народився 14 (26 вересня) 1898 року в Чернігові у сім'ї працівника цукрового заводу. Закінчив Київську гімназію. У 1920—1923 роках навчався в Інституті народної освіти (ІНО).
Перша наукова публікація, присвячена астрономії, була опублікована у 1920 році в журналі «Мироведение». У 1922 році став завідувачем метеорологічної станції Шепетівського «куща» Цукротреста, який у 1926 році було передано до Української метеорологічної служби.
З 1923 року працював у Гідрометеорологічній службі СРСР, пізніше — у Західно-Сибірському бюро погоди. З грудня 1930 року обіймав посаду вченого секретаря Центрального бюро погоди СРСР, а також був секретарем редакції «Журналу геофізики» (1931).
У 1934 році призначений начальником відділу служби погоди та льодової інформації Головного управління Північного морського шляху, керував метеорологічним забезпеченням перших регулярних польотів авіації в Арктиці.
Брав участь у першій експедиції на Північний полюс (1937—1938) та повітряній високоширотній експедиції «Північ» (1937).
З 1940 року;— завідувач лабораторії Інституту фізики Землі імені О. Ю. Шмідта РАН, де під його керівництвом були розроблені нові методи і апаратура для дослідження верхньої атмосфери. Член ВКП (б) з 1948 року.
У 1950 році очолив відділ кліматології Інституту географії РАН. Під його керівництвом проводилися дослідження теплового балансу лісу і поля, методів боротьби з суховіями та прогнозів погоди на 20–25 років. Захистив докторську дисертацію з фізико-математичних наук у 1942 році та отримав звання професора у 1950 році.
Помер 25 квітня 1971 року в Москві.

## Наукова діяльність
Борис Дзердзеєвський провів фундаментальні дослідження циркуляції атмосфери та змін клімату. Розробив типізацію атмосферних процесів позатропічних широт Північної півкулі на основі виділених елементарних циркуляційних механізмів. Довів ідентичність атмосферної діяльності Арктики та нижчих широт.
Його роботи з метеорології посух мали велике практичне значення.
Ці дослідження були організовані як в Інституті географії, так і в створеній для цього Комплексній науково-дослідній експедиції, що працювала в 1951 році в Прикаспії і вивчала мікроклімат степового і напівпустельних ландшафтів цього району. 
Основні результати досліджень узагальнені в роботі «Циркуляційні механізми в атмосфері Північної півкулі в 20 столітті» (1968).

## Вибрані публікації
- Дзердзеевский Б. Л., Курганская З. М., Витвицкая З. М. Типизация циркуляционных механизмов в Северном полушарии и характеристика синоптических сезонов // Труды НИУ ГУГМС. — Л.: Гидрометеоиздат, 1946.
- Дзердзеевский Б. Л. Воздушный океан. — М.: Гостехиздат, 1946. — (Научно-популярная библиотека).
- Дзердзеевский Б. Л. Воздушный океан. — Молотов: ОГИЗ, 1947.
- Дзердзеевский Б. Л. Значение анализа общей циркуляции атмосферы при установлении границ сухих и влажных областей // Вопросы географии. — М.-Л.: Издательство АН СССР, 1956.
- Дзердзеевский Б. Л. Общая циркуляция атмосферы и климат: Избранные труды. — М.: Наука, 1975.